# Viking FK
Maillots
Actualités
Le Viking FK Stavanger (Viking Fotballklubb Stavanger en norvégien) est un club norvégien de football. Le club présidé par Stig H. Christiansen et entraîné par Bjarte Lunde Aarsheim (en). Le club évolue actuellement dans l'Eliteserien (première division).

## Histoire
Le FK Viking est fondé le 10 août 1899 dans la ville de Stavanger. Entretenant une âpre rivalité de très longue date avec le SK Brann de la ville voisine de Bergen. D'aucun considère le Viking FK comme un club légendaire du pays. Animée d'une philosophie de jeu qui rappelle le football total de l'Ajax Amsterdam, l'institution a construit son identité et son caractère sur les bases de la mythologie nordique et de l'histoire de son peuple. Ces principes se traduisent par un jeu toujours porté vers l'avant, une flamboyance apportée par des joueurs rapides et techniques.

## Bilan sportif

### Palmarès
- Championnat de Norvège (8)
  - Champion : 1958, 1972, 1973, 1974, 1975, 1979, 1982, 1991
  - Vice-champion : 1981, 1984

- Coupe de Norvège (6)
  - Vainqueur : 1953, 1959, 1979, 1989, 2001, 2019
  - Finaliste : 1933, 1947, 1974, 1984, 2000

- Supercoupe de Norvège (0)
  - Finaliste : 2002

- Coupe de la Ligue (0)
  - Finaliste : 1992

### Bilan européen
Légende
- Victoire ou qualification pour le tour suivant
- Match nul
- Défaite ou élimination de la compétition

Note : dans les résultats ci-dessous, le score du club est toujours donné en premier
| Saison    | Compétition               | Tour                | Club                     | Domicile | Extérieur | Total             |
| --------- | ------------------------- | ------------------- | ------------------------ | -------- | --------- | ----------------- |
| 1972-1973 | Coupe UEFA                | Premier tour        | ÍB Vestmannaeyja         | 1 - 0    | 0 - 0     | 1 - 0             |
| 1972-1973 | Coupe UEFA                | Seizièmes de finale | FC Cologne               | 1 - 0    | 1 - 9     | 2 - 9             |
| 1973-1974 | Coupe des clubs champions | Seizièmes de finale | Spartak Trnava           | 1 - 2    | 0 - 1     | 1 - 3             |
| 1974-1975 | Coupe des clubs champions | Seizièmes de finale | Ararat Erevan            | 0 - 2    | 2 - 4     | 2 - 6             |
| 1975-1976 | Coupe des clubs champions | Seizièmes de finale | RWD Molenbeek            | 0 - 1    | 2 - 3     | 2 - 4             |
| 1976-1977 | Coupe des clubs champions | Seizièmes de finale | Baník Ostrava            | 2 - 1    | 0 - 2     | 2 - 3             |
| 1979-1980 | Coupe UEFA                | Premier tour        | Borussia Mönchengladbach | 1 - 1    | 0 - 3     | 1 - 4             |
| 1980-1981 | Coupe des clubs champions | Seizièmes de finale | Étoile rouge de Belgrade | 2 - 3    | 1 - 4     | 3 - 7             |
| 1982-1983 | Coupe UEFA                | Premier tour        | Lokomotive Leipzig       | 1 - 0    | 2 - 3     | 3E - 3            |
| 1982-1983 | Coupe UEFA                | Seizièmes de finale | Dundee United            | 1 - 3    | 0 - 0     | 1 - 3             |
| 1983-1984 | Coupe des clubs champions | Seizièmes de finale | Partizan Belgrade        | 0 - 0    | 1 - 5     | 1 - 5             |
| 1985-1986 | Coupe UEFA                | Premier tour        | Legia Varsovie           | 1 - 1    | 0 - 3     | 1 - 4             |
| 1990-1991 | Coupe des coupes          | Seizièmes de finale | Standard de Liège        | 0 - 2    | 0 - 3     | 0 - 5             |
| 1992-1993 | Ligue des champions       | Seizièmes de finale | FC Barcelone             | 0 - 0    | 0 - 1     | 0 - 1             |
| 1995-1996 | Coupe UEFA                | Tour préliminaire   | TPV Tampere              | 3 - 1    | 4 - 0     | 7 - 1             |
| 1995-1996 | Coupe UEFA                | Premier tour        | AJ Auxerre               | 1 - 1    | 0 - 1     | 1 - 2             |
| 1997-1998 | Coupe UEFA                | Premier tour Q      | Vojvodina Novi Sad       | 0 - 2 ap | 2 - 0     | 2 - 2 (5 - 4 tab) |
| 1997-1998 | Coupe UEFA                | Deuxième tour Q     | Neuchâtel Xamax          | 2 - 1    | 0 - 3     | 2 - 4             |
| 1999-2000 | Coupe UEFA                | Tour préliminaire   | CE Principat             | 7 - 0    | 11 - 0    | 18 - 0            |
| 1999-2000 | Coupe UEFA                | Premier tour        | Sporting Portugal        | 3 - 0    | 0 - 1     | 3 - 1             |
| 1999-2000 | Coupe UEFA                | Deuxième tour       | Werder Brême             | 2 - 2    | 0 - 0     | 2 - 2E            |
| 2001-2002 | Coupe UEFA                | Tour préliminaire   | NK Brotnjo               | 1 - 0    | 1 - 1     | 2 - 1             |
| 2001-2002 | Coupe UEFA                | Premier tour        | Kilmarnock FC            | 2 - 0    | 1 - 1     | 3 - 1             |
| 2001-2002 | Coupe UEFA                | Deuxième tour       | Hertha Berlin            | 0 - 1    | 0 - 2     | 0 - 3             |
| 2002-2003 | Coupe UEFA                | Premier tour        | Chelsea FC               | 4 - 2    | 1 - 2     | 5 - 4             |
| 2002-2003 | Coupe UEFA                | Deuxième tour       | Celta de Vigo            | 1 - 1    | 0 - 3     | 1 - 4             |
| 2005-2006 | Coupe UEFA                | Premier tour Q      | Portadown FC             | 1 - 0    | 2 - 1     | 3 - 1             |
| 2005-2006 | Coupe UEFA                | Deuxième tour Q     | Rhyl FC                  | 2 - 1    | 1 - 0     | 3 - 1             |
| 2005-2006 | Coupe UEFA                | Premier tour        | Austria Vienne           | 2 - 1    | 0 - 1     | 2E - 2            |
| 2005-2006 | Coupe UEFA                | Groupe A            | AS Monaco                | 1 - 0    | N/A       | Quatrième         |
| 2005-2006 | Coupe UEFA                | Groupe A            | Hambourg SV              | N/A      | 0 - 2     | Quatrième         |
| 2005-2006 | Coupe UEFA                | Groupe A            | Slavia Prague            | 2 - 2    | N/A       | Quatrième         |
| 2005-2006 | Coupe UEFA                | Groupe A            | CSKA Sofia               | N/A      | 0 - 2     | Quatrième         |
| 2008-2009 | Coupe UEFA                | Premier tour Q      | Vėtra Vilnius            | 2 - 0    | 0 - 1     | 2 - 1             |
| 2008-2009 | Coupe UEFA                | Deuxième tour Q     | FC Honka                 | 1 - 2    | 0 - 0     | 1 - 2             |
| 2020-2021 | Ligue Europa              | Deuxième tour Q     | Aberdeen FC              | 0 - 2    | N/A       | 0 - 2             |
| 2022-2023 | Ligue Europa Conférence   | Deuxième tour Q     | Sparta Prague            | 2 - 1    | 0 - 0     | 2 - 1             |
| 2022-2023 | Ligue Europa Conférence   | Troisième tour Q    | Sligo Rovers             | 5 - 1    | 0 - 1     | 5 - 2             |
| 2022-2023 | Ligue Europa Conférence   | Barrages Q          | FCSB                     | 1 - 3    | 2 - 1     | 3 - 4             |
| 2025-2026 | Ligue Conférence          | Deuxième tour Q     | FC Koper                 | 7 - 0    | 5 - 3     | 12 - 3            |
| 2025-2026 | Ligue Conférence          | Troisième tour Q    | İstanbul Başakşehir      | 1 - 1    | 1 - 3     | 2 - 4             |

## Personnalités du club

### Joueurs

#### Joueurs emblématiques
- Birkir Bjarnason
- Rune Jarstein
- Erik Nevland
- Indriði Sigurðsson
- Tomasz Sokolowski

### Entraîneur
- Bjarte Lunde Aarsheim

### Effectif actuel (2024)
| N° | Nat.                           | Poste | Nom du joueur             |
| -- | ------------------------------ | ----- | ------------------------- |
| 1  | Drapeau de la Norvège          | G     | Arild Østbø               |
| 2  | Drapeau de la Norvège          | D     | Herman Haugen             |
| 3  | Drapeau de la Norvège          | D     | Viljar Vevatne            |
| 4  | Drapeau de la Norvège          | D     | Sondre Langås             |
| 5  | Drapeau du Sénégal             | D     | Djibril Diop              |
| 6  | Drapeau de l'Australie         | D     | Gianni Stensness          |
| 7  | Drapeau de l'Australie         | A     | Nicholas D'Agostino       |
| 8  | Drapeau de la Nouvelle-Zélande | M     | Joe Bell                  |
| 9  | Drapeau de la Norvège          | A     | Lars-Jørgen Salvesen      |
| 10 | Drapeau de la Norvège          | A     | Zlatko Tripić (capitaine) |
| 11 | Drapeau de la Norvège          | M     | Yann-Erik de Lanlay       |
| 14 | Drapeau de l'Australie         | M     | Patrick Yazbek            |
| 16 | Drapeau de la Norvège          | M     | Kristoffer Løkberg        |
| 17 | Drapeau de la Norvège          | A     | Edvin Austbø              |

| No. | Nat.                   | Position | Nom du joueur        |
| --- | ---------------------- | -------- | -------------------- |
| 18  | Drapeau de la Norvège  | D        | Sondre Bjørshol      |
| 19  | Drapeau de la Norvège  | M        | Sondre Auklend       |
| 20  | Drapeau du Danemark    | A        | Peter Christiansen   |
| 21  | Drapeau de la Norvège  | M        | Harald Nilsen Tangen |
| 22  | Drapeau de l'Australie | D        | Franco Lino          |
| 23  | Drapeau de la Slovénie | D        | Jošt Urbančič        |
| 24  | Drapeau de la Norvège  | D        | Vetle Auklend        |
| 25  | Drapeau de la Norvège  | D        | Jone Nygård Berg     |
| 26  | Drapeau de la Norvège  | M        | Simen Kvia-Egeskog   |
| 29  | Drapeau de la Norvège  | A        | Sander Svendsen      |
| 30  | Drapeau de l'Islande   | G        | Patrik Gunnarsson    |
| 32  | Drapeau de la Norvège  | M        | Kasper Sætherbø      |
| 34  | Drapeau de la Norvège  | D        | Kristoffer Paulsen   |